# Еволюція. Тріумф ідеї
«Еволюція: тріумф ідеї» — науково-популярна книжка американського наукового журналіста та популяризатора біології Карл Ціммера, що вийшла 2001 року як доповнення до 8-серійного документального телесеріалу «Еволюція».
Передмову до книжки написав Стівен Гулд, а післямову — Річард Хаттон (англ. Richard Hutton).

## Сприйняття
Журнал New Scientist назвав книжку вартою написання та прочитання. У науковому журналі Science вийшла схвальна стаття вбік телевізійного серіалу та книжки.

## Нагороди
Книжка була оголошена серед  «Найкращих книжок 2001» за версією журналу «Discover» і «Найкращих книжок 2002» за версією журналу «New Scientist».